# Veilleins
Veilleins är en kommun i departementet Loir-et-Cher i regionen Centre-Val de Loire i de centrala delarna av Frankrike. Kommunen ligger i kantonen Romorantin-Lanthenay-Nord som tillhör arrondissementet Romorantin-Lanthenay. År 2022 hade Veilleins 148 invånare.

## Befolkningsutveckling
Antalet invånare i kommunen Veilleins
| Referens: INSEE |